# Thonburi
Thonburi is een district van Bangkok en telde in 2017 bijna 110.000 inwoners.

## Geschiedenis
Thonburi was de hoofdstad van Thailand voor een korte periode tijdens de heerschappij van koning Taksin. De hoofdstad was hierheen verplaatst nadat de hoofdstad Ayutthaya door de Birmezen veroverd en verwoest werd. Koning Rama I verplaatste de hoofdstad in 1782 naar Bangkok aan de andere kant van de rivier de Menam (Chao Phraya). Thonburi bleef echter een separate stad en provincie en werd pas in 1972 met Bangkok samengevoegd.
Thonburi kreeg niet de snelle ontwikkeling mee die Bangkok had. Hierdoor bestaan een aantal van de traditionele waterwegen, de Khlongs nog steeds in dit gedeelte van de stad. Aan de Bangkok-kant zijn ze allemaal bijna verdwenen.

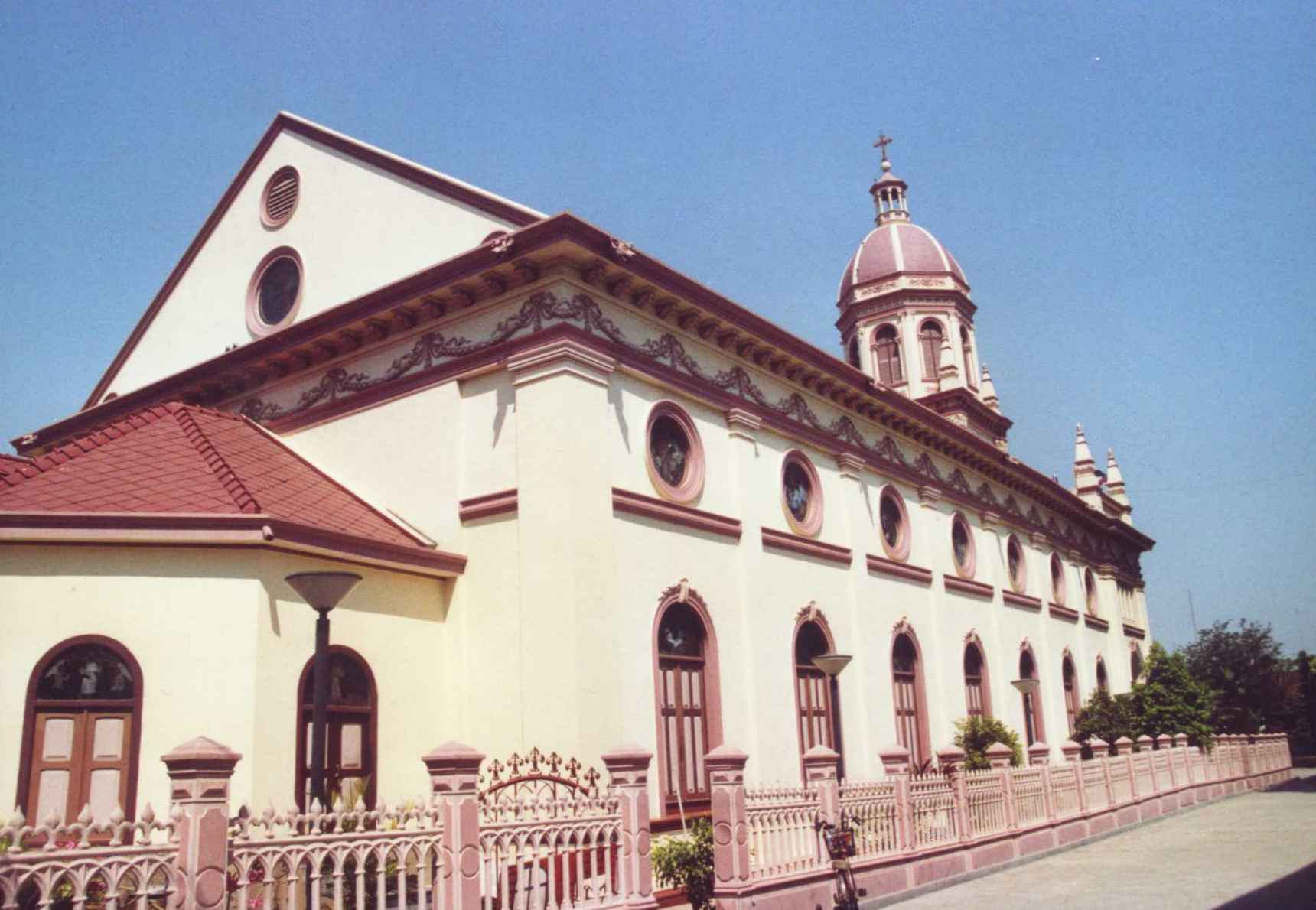
De kerk Santa Cruz.